# 金川村 (石川県)
金川村（かながわむら）は、石川県河北郡にあった村。現在の金沢市の中部、北陸自動車道金沢東インターチェンジの周辺にあたる。

## 地理
- 河川 ： 金腐川

## 歴史

### 村名の由来
金腐川に由来。

### 沿革
- 1889年（明治22年）4月1日 - 町村制の施行により、宮保村、疋田村、今村、千木村及び千田村の区域をもって、金川村が発足する。
- 1907年（明治40年）8月10日 - 小金村、坂井村、中口村及び金川村が合併して、小坂村が発足する。

## 交通

### 道路
現在は旧村域に北陸自動車道の金沢東インターチェンジが所在するが、当時は未開通。